# Јапанска лака крстарица Тацута
Крстарица Тацута је други од два брода серије јапанских лаких крстарица класе Тенрју. Брод је добио име по реци Тацута која протиче кроз провинцију Нара у Јапану.

## Позадина
Лаке крстарице класе Тенрју су у ствари били увећани разарачи, дизајнирани и изграђени по узору на сличну концепцију британских лаких крстарица класе „Ерутјуз“ и класе „К“. Ови бродови су пројектовани као заставни бродови за флотиле разарача.
Са унапређењем технологије парних турбина на нафту, крстарице класе Тенрју су имале више од два пута коњске снаге од ранијих крстарица класе Чикума и биле су способне да развију брзину од 33 kn (61 km/h).

## Служба

### Ранији период
Тацута је завршена 31. маја 1919. године у државном бродоградилишту у Сасебу. Следеће године, она се придружује јапанској другој флоти, и патролира дуж обале Русије, пружајући помоћ јапанским копненим снагама у сибирској интервенцији против Бољшевичке Црвене армије.
Дана, 19. марта 1924. године, крстарица Тацута суделује у удесу у спољном делу луке Сасебо, где се сударила и потопила тренажни брод.
Тацута је на ремонту између марта 1927. и марта 1930. године, где добија нови троножни јарбол.
У периоду 1937—1938. године, Тацута се придружује патроли дуж кинеске обале, пошто су се односи између Јапана и Кине погоршали и започео је Други Кинеско-Јапански рат. За време ремонта 1939. године, Тацута добија два против-авионска митраљеза 13 mm.

### Почетни период рата на Пацифику
Крајем 1940. године, Тацута базира на атолу Трук - Каролинска острва, заједно са бродом близанцем Тенрју, у сатаву 18. дивизије крстарица четврте флоте под командом вицеадмирала Марумо Кунимориа. У време напада на Перл Харбор, 18. дивизија крстарица била је део групе инвазионих снага које је требало да се искрцају на острво Вејк. Тацута је том приликом изложена митраљеској ватри са америчких авиона F4F вајлдкет 11. децембра 1941. године, али сем мање штете, других озбиљнијих оштећења није било током прве битке за острво Вејк. Крстарица Тацута такође учествује у другом (успешнијем) инвазионом нападу на острво Вејк 21. децембра 1941. године.
Дана, 20. јануара 1942. године, Тацута и Тенрју су се придружиле заштити транспорта трупа током инвазије на Кавиенг - Нова Ирска, За време ремонта на атолу Трук 23. фебруара, постављена су на крми два двоцевна против-авионска топа 25 mm, као део појачања одбране од претећих америчких авиона.

### Соломонова острва и Нова Гвинеја
Од марта до маја 1942. године, Тацута и 18. дивизија крстарица подржавају многобројна десантна искрцавања на Соломоновим острвима и Новој Гвинеји, укључујући Лае, Саламауа, Бука, Бугенвил, Рабаул, острва Шортленд, Киета, острво Манус, Адмиралска острва, Тулаги и острво Санта Изабела.
Тацута се вратила у Јапан ради ремонта 24. маја, који је трајао један месец. Дана, 14. јула 1942. године, извршена је већа реорганизација у јапанској флоти, 18. дивизија крстарица под командом контраадмирала Мацујаме, ушла је у састав недавно створене осме флоте, чији је командант био вицеадмирал Гуничи Микава. Већ 20. јула, Тацута је била ангажована у заштити инвазионих снага које је требало да се искрцају код Буне на Новој Гвинеји. Том прилоком су инвазионе снаге нападнуте од америчких бомбардера Боинг Б-17 Летећа тврђава и Мартин Б-26 Мародер, али Тацута није била погођена.
Дана, 25. августа 1942. године, крстарица Тацута је поново нападнута од бомбардера Боинг Б-17 Летећа тврђава, за време њене пратње десантних снага од 1.200 војника 5. Куре специјалне десантне јединице, према заливу Милне на Новој Гвинеји, али опет пролази без оштећења. Дана, 6. септембра, Тацута је део снага одређених за евакуацију преживелих војника након пораза у бици у заливу Милне, том приликом бомбардује докове у Гили Гилију и потапа британски теретни брод Еншан од 3.199 тона. Крстарица Тацута је 6. октобра ангажована на задатку заштите транспорта 17. армије ка Гвадалканалу.

### Повратак у Јапан
Тацута се вратила у Мизуру 19. јануара 1943. године ради ремонта, и остаје у Јапану до октобра правећи школска крстарења по Унутрашњем мору са ново изграђеним разарачима. Дана, 8. јуна, док је Тацута била усидрена у близини Хашираџиме, бојни брод Муцу је експлодирао и потону услед случајне експлозије муницијског магацина. Тацута учествује у операцији спасавања и успева да спаси 39 рањених морнара.
Тацута се враћа на атол Трук 20. октобра 1943. године, и извршава неколико праћења трупних транспорта у наредне две недеље. Приликом њеног повратка ка Јапану 5. новембра, конвој у коме се налазила Тацута је нападнут од америчке подмотнице Халибат у близини Бунго канала. Међутим, подморници Халибат су главне мете биле носач авиона Џунјо и бојни брод Јамаширо, крстарица Тацута је била игнорисана.
Дана, 11. марта 1944. године, Тацута је одређена за ескортовање једног већег конвоја са појачањем за Саипан. Конвој је нападнут од америчке подморнице Санд Ланс која се налазила на првој борбеној патроли, 40 наутичких миља североисточно од Хачиџоџиме 13. марта 1944. године. Два од четири испаљена торпеда погађају и потапају Тацуту, и том приликом гине 25 чланова посаде. Разарачи Новаки и Узуки сакупљају преживеле, укључујући капетана Ториа и контраадмирала Такаму.

## Листа команданата
- Капетан Отохико Кагара - 31. март 1919 — 1. октобар 1920.
- Капетан Рјокичи Одера - 1. октобар 1920 — 20. новембар 1921.
- Комодор / Капетан Тацузо Кавамура - 20. новембар 1921 — 29. мај 1922. (Унапређен у чин Капетан 1. децембра 1921)
- Капетан Такеши Такахаши - 29. мај 1922 — 20. новембар 1922.
- Капетан Меиџиро Тачи - 20. новембар 1922 — 10. мај 1923.
- Капетан Масаши Такеучи - 10. мај 1923 — 1. децембар 1923.
- Капетан Хисао Ичимура - 1. децембар 1923 — 25. март 1924.
- Капетан Сунао Мацузаки - 25. март 1924 — 10. новембар 1924.
- Комодор / Капетан Шиба Шибајама - 10. новембар 1924 — 1. децембар 1925. (Унапређен у чин Капетан 1. децембра 1924)
- Капетан Јошијуки Нијама - 1. децембар 1925 — 20. мај 1926.
- Капетан Хеиђи Такаги - 20. мај 1926 — 1. новембар 1926.
- Капетан Канекото Ивамура - 1. новембар 1926 — 1. децембар 1927.
- Капетан Мацуши Јамамото - 1. децембар 1927 — 1. мај 1929.
- Капетан Такео Кавана - 1. мај 1929 — 30. новембар 1929.
- Капетан Кунђи Танге - 30. новембар 1929 — 20. новембар 1930.
- Капетан Такао Сакума - 20. новембар 1930 — 1. децембар 1931.
- Капетан Масукичи Мацуки - 1. децембар 1931 — 1. децембар 1932.
- Капетан Аритака Аихара - 1. децембар 1932 — 15. новембар 1933.
- Капетан Широ Ошима - 15. новембар 1933 — 1. новембар 1934.
- Капетан Чуичи Хара - 1. новембар 1934 — 15. новембар 1935.
- Капетан Сукејоши Јацуширо - 15. новембар 1935 — 1. јун 1936.
- Капетан Теизабуро Фукуда - 1. јун 1936 — 1. април 1937.
- Капетан Гиначи Такајанаги - 1. април 1937 — 1. децембар 1937.
- Капетан Јихеи Јамагучи - 1. децембар 1937 — 20. август 1938.
- Капетан Јасуношин Ито - 20. август 1938 — 25. мај 1939.
- Капетан Тадајуки Мацура - 25. мај 1939 — 25. септембар 1940.
- Капетан Масао Сава - 25. септембар 1940 — 20. август 1941.
- Капетан Јошифуми Баба - 20. август 1941 — 20. јул 1942.
- Капетан Матаке Јошимура - 20. јул 1942 — 1. јануар 1943.
- Капетан Морие Фунаки - 1. јануар 1943 — 5. април 1943.
- Капетан Нобуки Огава - 5. април 1943 — 22. децембар 1943.
- Капетан Такеми Тори - 22. децембар 1943 — 13. март 1944.

## Галерија
- IJN Tatsuta 1919.
- IJN Tatsuta у Inland Sea са флотилом разарача 1920-е
- IJN Tatsuta у Куреу 1928.
- IJN Tatsuta 1927. са IJN Nagato и IJN Mutsu
- IJN Tatsuta 1927. са метеоролошким балоном
- IJN Tatsuta у мају 1932.